# Бадика, Денис Михайлович
Дени́с Миха́йлович Бади́ка (укр. Денис Михайлович Бадіка; 20 июля 2000, Винница — 31 марта 2022, Рыбацкое) — украинский военнослужащий, лётчик-штурман вертолёта Ми-8, старший лейтенант Вооружённых сил Украины, участник российско-украинской войны. Герой Украины (2024, посмертно).

## Биография
Родился 20 июля 2000 года в Виннице. Его отец был также связан с авиацией. После окончания лицея № 13 поступил в Харьковский национальный университет Воздушных Сил имени Ивана Кожедуба. После учёбы в вузе проходил службу в должности лётчика-штурмана в 16-й отдельной бригаде армейской авиации. И хотя до полномасштабного российского вторжения он прослужил всего полгода, Денис успел зарекомендовать себя как ответственного и профессионального офицера.
Погиб 31 марта 2022 года вместе с бортмехаником Иваном Ваховским и вертолётчиком Юрием Тымусем после сбития вертолета близ Мариуполя, перевозившего тяжелораненых.
Прощание состоялось 11 июня 2024 года в Виннице.

## Награды
Звание «Герой Украины» с удостоением ордена «Золотая Звезда» (30 сентября 2024, посмертно) — за личное мужество и героизм, проявленные в защите государственного суверенитета и территориальной целостности Украины, верность военной присяге.
Орден «За мужество» III степени (10 марта 2022) — за личное мужество и самоотверженные действия, выявленные в защите государственного суверенитета и территориальной целостности Украины, верность военной присяге.